# フレンドシップ＃4
フレンドシップ♯4（フレンドシップ-）は3B LAB.☆Sの4枚目のアルバム。

## 概要
- 新メンバーのSHUJI（現：畝沖修司）とSHOJI　METASONIKが加入し、メンバーが5人になって初のアルバムでもある（しかし、このアルバムがリリースされた後、6月にSHOJI　METASONIKがメンバーから脱退した。）。
- ツアー中という非常に厳しい環境で製作されたためか、ジャケットデザインは歌詞カードとともに非常にシンプルなものとなっている。
- 初回盤(CD-EXTRA)はツアーオフショット映像を見ることが出来る。
- 岡平健治だけでなく、ほかのメンバーが作曲や作詞に参加した楽曲も多い。
- ブラスバンドを用いた曲も見られる。

## 収録曲
作詞・作曲：岡平健治（全曲）
1. Opening Of The 友情音楽船
ネット上で公開されているウェブラジオ「週刊3B LAB.☆S」でもオープニングとして一時期流れていた。
2. 俺たちの青春は終わらない 
もともとはシングルとして発売される予定だったらしい。青春謳歌で言えなかったことを歌詞にした。
3. 愛と涙
7thシングル「FANTASIA」のカップリング曲のバンドバージョン。
4. FANTASIA
7thシングル「FANTASIA」のアルバムバージョン。
5. あなたの為に活きている。
岡平と畝沖の合作であるロックバラード。
6. I LOVE ROMEY
岡平健治のバイク仲間たやっているバイクのリペアショップのこと。
7. 花（仮）
40秒程度しかない短い曲。後の「日本#5」にこの曲の完成版として「花 言 葉」が収録されている。
8. ☆COMBINATION☆
ブラスバンドを用いた、非常にポップな曲。もともと3ピース時代に作られていた曲をメンバーが5人になってから新たにレコーディングしたもの。
9. BRAND NEW WAY
新メンバーのSHOJI METASONIKが作曲・作詞を担当している。
10. 決別宣言
歌詞に「決別」という言葉や複数に渡って同じようなフレーズが多用されている。
11. BLUE
SHOJI METASONIKが演奏する曲のみのインスト。